# Schäferroman
Der Schäferroman ist, neben dem höfisch galanten und dem Schelmenroman, eine Romanform des Barocks.

## Geschichte
Der Schäferroman ist eine Prosaform der Schäferdichtung. Wie diese steht sie in der Tradition der antiken Bukolik Vergils und ihrer utopisch-idealistischen Inhalte. Ebenso finden sich Einflüsse der spätmittelalterlichen Amadisromane, wie die Verherrlichung der höfischen Gesellschaftsform.
Der Schäferroman stammt ursprünglich aus dem romanischen Sprachraum. Als Begründer kann Jacopo Sannazaro mit seinem Roman Arcadia (1502) gelten. Einen Höhepunkt und gleichzeitigen vorläufigen Endpunkt seiner Entwicklung bildet Honoré d’Urfés L’Astrée (1607–27). Auch in Deutschland fand der Schäferroman einige Verbreitung, zuerst jedoch nur durch Übersetzungen. Aufgrund der mangelnden höfischen Zentren kam es zu einer weniger starken Ausbreitung als in Frankreich.
Martin Opitzens „zwischen Ekloge und Schäferroman“ angesiedelte Schäfferey von der Nimfen Hercinie formt die antike Eklogentradition zur barocken prosimetrischen Prosaekloge" um und schafft damit „eine Erzählform, die in der europäischen literarischen Tradition kein direktes Vorbild hat“. Deutsche Schäferdichtungen spielen meist nicht in einem mythologischen Arkadien, sondern stets in einer erkennbaren deutschen Landschaft. Die Hercinie bildet dabei keine Ausnahme.

## Merkmale
Der Inhalt folgt meist ähnlichen normierten Mustern: Schäfer und Schäferinnen treten auf, sie verlieben sich und bestehen Abenteuer. Die blind machende jugendliche Liebe wird aber schließlich durch die Vernunft bezähmt und die jungen Menschen erlangen das seelische Gleichgewicht zurück. Meist kommt es daraufhin zu einer einvernehmlichen Trennung. Im Ausnahmefall des unter den Beispielen  erwähnten  hohen Diplomaten  Johann Thomas als dem lange unbekannten Autor des Romans Damon und Lisile kam es aber auch zur Heirat und nach dem unerwartet frühen Tod der Ehefrau zu weiteren Folgen, die vom hinterbliebenen Ehemann veranlasst wurden.
Der Schäferroman stellt ein idealisiertes Landleben in der Natur dar, wo alles gut und schön ist. Zum Beispiel regnet es nie, doch das Gras ist immer saftig grün. In der Regel herrscht eine männlich geprägte restriktive Werteordnung, die eindeutig festgelegte Forderungen an das Individuum stellt. Zum Beispiel wird von der Frau erwartet, dass sie heiratet und sich ganz ihrem Mann widmet. Tut sie das nicht, wird sie von der Gemeinschaft geächtet. Charakteristisch für die passive Rolle der Frau ist, dass Frauen meist nicht aktiv auftreten, sondern in den Reden der Männer nur beschrieben werden.
Formal charakterisiert sich der Schäferroman durch die gehäufte Aufnahme lyrischer Elemente, wie Lieder oder Gedichte. Oft finden sich allegorische Beschreibungen und Verschlüsselungen.
Der Schäferroman wird im Barock für den höfischen Adel geschrieben und bietet eine fiktive Flucht aus der sozialen Realität, bestätigt aber gleichzeitig die gesellschaftlichen Normen und Werte der herrschenden Klassen.

## Auswahl wichtiger Schäferromane in zeitlicher Reihenfolge
- Jacopo Sannazaro: Arcadia (1502)
- Jorge de Montemayor: Diana (1559)
- Giovanni Battista Guarini Il pastor fido (1585)
- Miguel de Cervantes: La Galatea (1585)
- Philip Sidney: Arcadia (1590)
- Lope de Vega: Arcadia (1598)
- John Barclay: Argenis (1621)
- Honoré d’Urfé: L’Astrée (1607–27)
- Johan van Heemskerk: Batavische Arcadia (1637)
- Philipp von Zesen: Die Adriatische Rosemund (1645)
- Johann Joseph Beckh: Elbianische Florabella (1667)
- Johann Thomas: Damon und Lisille, (1663–1672), erschien in unterschiedlichen Titelfassungen, auch mit Gedichten,  und verbreitete sich in den Folgejahren weithin, (auch als Raubdruck) unter anderen Titeln und Autorennamen (z. B. Gedoppelte Liebesflamme, Mostain)[3]